# 3084 Кондратюк
3084 Кондратюк (3084 Kondratyuk) — астероїд головного поясу, відкритий 19 серпня 1977 року.
Тіссеранів параметр щодо Юпітера — 3,465.
Названий на честь українського вченого-винахідника,піонера ракетної техніки й теорії космічних польотів Юрія Кондратюка.